# Declasații
Declasații (lansat și sub denumirea de Plătirea pedepsei) este un film american mut polițist din 1927, regizat de Josef von Sternberg. Filmul a fost începutul colaborării de opt ani a lui Sternberg cu studioul Paramount Pictures, cu care avea să producă cele șapte filme ale sale cu actrița Marlene Dietrich. Jurnalistul și scenaristul Ben Hecht a câștigat premiul Oscar pentru cea mai bună poveste originală.

## Subiect
Impetuosul gangster „Bull” Weed îl reabilitează pe „Rolls Royce” Wensel, un fost avocat care a căzut în patima alcoolului. Cei doi devin confidenți, Rolls Royce punându-și inteligența în slujba afacerilor lui Weed, dar apar complicații atunci când Rolls Royce se îndrăgostește de iubita lui Weed, „Feathers” McCoy.
În plus, la problemele lui Weed se adaugă încercările unui gangster rival, „Buck” Mulligan, de a se intra pe teritoriul său. Antagonismul lor culminează când Weed îl ucide pe Mulligan și este închis, așteptând o condamnare la moarte. Rolls Royce elaborează un plan de evadare, dar el și Feathers se confruntă cu o dilemă, întrebându-se dacă ar trebui să fugă împreună și să-l lase pe Bull Weed să-ți înfrunte soarta.

## Distribuția
- Clive Brook - "Rolls Royce" Wensel
- George Bancroft - "Bull" Weed
- Evelyn Brent - "Feathers" McCoy
- Fred Kohler - "Buck" Mulligan
- Helen Lynch - Meg, prietena lui Mulligan
- Larry Semon - "Slippy" Lewis
- Jerry Mandy - Paloma
- Alfred Allen - judecătorul
- Shep Houghton - copilul de pe stradă
- Andy MacLennan - unul dintre personajele de la bal
- Ida May - unul dintre personajele de la bal
- Karl Morse - 'High Collar' Sam
- Julian Rivero - unul dintre oamenii lui Buck